# 마자향

마자향의 위치

마자향(한국어: 마가향, 중국어: 瑪家鄉, 병음: Mǎjiā Xiāng)은 대만 핑둥현의 향이다. 넓이는 78.7008km2이고, 인구는 2015년 8월 기준으로 6,740명이다.

## 지리
마자 향은 핑둥현 동북부에 위치하고, 북쪽은 싼디먼향과 동쪽은 타이둥현 진펑향과 동북쪽은 우타이향과 서쪽은 네이푸향과 서남쪽은 완롼향과 남쪽은 타이우향과 각각 접하고 있다. 중양산맥 남부, 다우 산의 북쪽에 위치하기 때문에 지세가 험하고 기복이 심하다. 주민은 원주민인 파이완족이 대부분을 차지한다.

## 역사
마자향은 옛날에는 파이완족 마카자야자야사(Makazayazaya)의 거주지였다. 마카자야자야란 파이완어로 '경사진 산지'의 의미이다. 일본 통치 시대에 그 때까지 산간부에 분산되어 있던 원주민의 취락화가 추진되었되어, 마카자야자야(Makazayazaya), 마시리타(Mashirita), 와카바, 카자기잔(Kazagizan), 수파이완(Su-Paiwan)의 다섯 촌락이 형성되었고 경찰 주재소가 지방 행정 사무를 맡았다. 1920년의 타이완 지방제 개편 때 다카오 주 헤이토 군(후에 조슈 군)에 귀속되었다. 전후에 다섯 마을의 명칭을 마자(瑪家), 베이셰(北葉), 량산(涼山), 자이(佳義), 파완(筏灣, 후에 파이완(排灣)으로 재차 개칭)으로 개칭하였고 향명을 마자사(瑪佳沙)로 했다. 이후 1946년에 마자 향으로 개칭되어 가오슝 현의 관할이 되었고, 1950년에 핑둥 현에 귀속되어 현재에 이르고 있다.